# P3 Guld
P3 Guld er en dansk årlig musikprisuddeling som arrangeres af Danmarks Radios P3, og som blev afholdt for første gang i 2001. I perioden 2001-2002 gik prisuddelingen under navnet P3 Prisen, og skiftede i 2003 navn til det nuværende P3 Guld.
Uddelingen har gennem tiden uddelt et variende antal priser i forskellige kategorier, men siden 2012 er der kun uddelt tre priser; hovedprisen 'P3 Prisen' og tilhørende 100.000 kr., 'P3 Talentet' og 'P3 Lytterhittet'.
Prisuddelingen blev afholdt første gang i Falconer Salen på Frederiksberg, fra 2002 til 2007 i Radiohusets koncertsal, og siden 2008 i DR Koncerthuset's Koncertsalen i DR Byen med enkelte afstikkere til andre større danske byer, såsom Odense (2019) og Aalborg (2020). Uddelingen blev radiotransmitteret de første tre år og fra 2004 blev showet også sendt på DR2 og siden 2013 på DR3. Uddelingen blev sendt live på DR1 for første gang i 2019.

## Kategorier

### Nuværende
Kategorierne har varieret fra år til år, men siden P3 Guld i 2012 er følgende tre priser uddelt:
- P3 Prisen – "P3's fornemmeste pris gives til en solist eller et band, som har imponeret, og som meget vel kan blive dansk musiks næste store stjerne. Derfor giver P3, udover æren og statuetten, en helt særlig påskønnelse i form af 100.000 kr."
- P3 Talentet – "P3's forventningsfulde skub til dem, der forhåbentlig har taget de første skridt i en lang og spændende karriere. Og som meget vel kan give os næste års kæmpehit."
- P3 Lytterhittet "P3-lytternes suveræne favorit, udvalgt blandt de højest placerede danske numre på hitlisterne." (Afgøres ved lytterafstemning.) (2001-nu)

### Tidligere
- P3 Kunstneren – "P3s hyldest til de største og stærkeste i danske musik. Går til én solist eller et band som gentagne gange har taget både P3 og Danmark med storm." (2001-2008)

- P3 Respekten – "Æren går til et band, en solist eller en gruppe af personer som fortjener ros for et modig statement eller en ekstraordinær indsats." (2004-2006)

- P3 Gennembruddet – "P3s stiller skarpt på årets nye stjerner, som har fyldt øregangene, æteren og tv-skærmene med deres hit." (2004-2008, 2010)
- P3 Eksperimentet (2004-2005 og 2008)
- P3 Live Prisen (2001 og 2009)
- P3 Albummet (2002-2003)

## Prisvindere år for år

### P3 Prisen 2001
Prisuddelingen blev afholdt den 5. december 2001 i Falkoner Salen i Radiohuset på Frederiksberg. Uddelingens vært var Carsten Holm, og uddelingen blev sendt live på P3.
P3 Prisen var på 75.000 kroner.
| Kategori      | Prismodtager                                     |
| ------------- | ------------------------------------------------ |
| P3 Prisen     | Saybia                                           |
| P3 Rockhit    | Superheroes - "So Far"                           |
| P3 Mixpris    | Camp Electric                                    |
| P3 Kunstneren | Erann DD                                         |
| P3 Hiphophit  | Clemens feat. Anne Rani - "Mer & Mer"            |
| P3 Hit        | Tim Christensen - "Love Is a Matter Of"          |
| P3 Fritterhit | Safri Duo - "Played-A-Live"                      |
| P3 Lytterhit  | Christian - "Du kan gøre hvad du vil"            |
| P3 Talent     | Swan Lee                                         |
| P3 Pophit     | Filur feat. Magnum Coltrane Price - "I Want You" |
| P3 Livenavn   | Love Shop                                        |
| P3 Dancehit   | Safri Duo - "Samb-A-Dagio"                       |
| MP3-prisen    | Carpark North                                    |

### P3 Prisen 2002
Prisuddelingen foregik 5. december 2002 i Radiohusets Koncertsal. P3 Prisen var på 75.000 kroner. Showet blev sendt live i radioen på P3.
| Kategori          | Prismodtager                            | Nominerede |
| ----------------- | --------------------------------------- | --- |
| P3 Prisen         | Swan Lee                                | Junior Senior Carpark North |
| P3 Albummet       | Outlandish - Bread and Barrels of Water | Malk De Koijn – Sneglzilla Saybia – The Second You Sleep Puddu Varano – Time To Grow Superheroes – Superheroes                       |
| P3 Kunstneren     | Saybia                                  | Superheroes D-A-D Thomas Helmig Sort Sol                                                                                             |
| P3 Hittet         | Junior Senior - "Move Your Feet"        | Outlandish – ”Guantanamo” Saybia – ”The Second You Sleep” Søs Fenger – ”Beverly Way” Tim Christensen – ”Right Next To The Right One” |
| P3 Talentet       | Racing Ape                              | Catbird Aya Moi Caprice Twoface |
| P3 Lytterhittet   | Saybia - "The Second You Sleep"         | Sort Sol – ”Holler High” Det Brune Punktum – ”Kom Lad Os Gå” Junior Senior – ”Move Your Feet” D-A-D – ”Soft Dogs”                    |
| Syng Dansk Prisen | Steffen Brandt                          | |

### P3 Guld 2003
Prisuddelingen foregik 4. december 2003 i Radiohusets Koncertsal. P3 Prisen var på 75.000 kroner. Showet blev sendt live i radioen på P3 og for først gang også på TV – DR2.
| Kategori          | Prismodtager                                          | Nominerede |
| ----------------- | ----------------------------------------------------- | --- |
| P3 Prisen         | Baby Woodrose                                         | Grand Avenue Jokeren                                                                                              |
| P3 Albummet       | Kashmir - Zitilites                                   | Jokeren - Alpha Han Tim Christensen - Honeyburst Raveonettes - Chain Gang Of Love Carpark North - Carpark North   |
| P3 Kunstneren     | The Raveonettes                                       | Outlandish Kashmir Mew Carpark North                                                                              |
| P3 Hittet         | Carpark North - "Transparent & Glasslike"             | Filur feat. Pernille Rosendahl - "You & I" Outlandish - "Aicha" NU - "Any Other Girl" Kashmir - "Rocket Brothers" |
| P3 Talentet       | Tue West                                              | The Fashion Burhan G Ufo Yepha                                                                                    |
| P3 Lytterhittet   | Tim Christensen - "Whispering at the Top of My Lungs" | Carpark North - "Transparent & Glasslike" Mew - "Snow Brigade" Outlandish - "Aicha" Kashmir - "Rocket Brothers"   |
| Syng Dansk Prisen | Malk de Koijn                                         | |

### P3 Guld 2004
Prisuddelingen foregik 14. januar 2005 i Radiohusets Koncertsal. P3 Prisen var på 100.000 kroner. Kronprins Frederik og Kronprinsesse Mary var til stede ved prisuddelingen.
| Kategori         | Prismodtager          | Nominerede |
| ---------------- | --------------------- | --- |
| P3 Prisen        | Peter Sommer          | Sterling Niarn Burhan G PowerSolo                                                                                   |
| P3 Kunstneren    | Swan Lee              | Kashmir Saybia Tim Christensen Jokeren                                                                              |
| P3 Lytterhit     | Nephew - "Movie Klip" | Juncker – "Mogens og Karen" The Loft – "City of Dreams" Swan Lee – "I Don't Mind" Tue West – "En Sang Om Kærlighed" |
| P3 Respekten     | Thomas Troelsen       | Niarn Skanderborg 25 Karen Nik og Jay                                                                               |
| P3 Gennembruddet | Nephew                | Johnny De Luxe Tue West Burhan G Blue Foundation                                                                    |
| P3 Eksperimentet | Mikael Simpson        | Hysterio Ikseltaschel Nobody Beats The Beats Anders Trentemøller                                                    |
| P3 Øveren        | Hjortene              | |

### P3 Guld 2005
Prisuddelingen foregik 13. januar 2006 i Radiohusets Koncertsal. P3 Prisen var på 100.000 kroner, to uger til at indspille nye numre i et DR-studie og en plads på plakaten til årets Grøn Koncert-turné. Showet blev sendt live på P3 og DR2. Billetterne til showet blev udsolgt på syv minutter 
| Kategori         | Prismodtager                           | Nominerede                                                                                             |
| ---------------- | -------------------------------------- | --- |
| P3 Prisen        | Tina Dickow                            | Spleen United Figurines Moi Caprice Ataf                                                               |
| P3 Kunstneren    | Mew                                    | Kashmir Raveonettes Junior Senior L.O.C.                                                               |
| P3 Lytterhit     | Magtens Korridorer - "Lorteparforhold" | Anna David - "Fuck dig" Bikstok Røgsystem - "Cigar" Carpark North - "Human" Mew - "The Zookeepers Boy" |
| P3 Respekten     | Outlandish                             | Troo.L.S & Orgi-E Jens Unmack Kresten Osgood Fight Night                                               |
| P3 Gennembruddet | Bikstok Røgsystem                      | Tina Dickow Spleen United Magtens Korridorer Anna David                                                |
| P3 Eksperimentet | Oh No Ono                              | Trentemøller/Simpson Track72 Oh No Ono Pelding & Joy Morgan Lucie Baines                               |
| P3 Øveren        | Asia-Boys                              | |
| Øvelokale        | Burhan & Wahid                         | |

### P3 Guld 2006
Prisuddelingen foregik 22. november 2006 i Radiohusets Koncertsal og blev sendt live på P3 og DR2. Årets vært var Adam Duvå Hall. P3 Prisen var på 100.000 og P3 Talentet vandt et tougers ophold i et studie i Radiohuset.
| Kategori         | Prismodtager             | Nominerede |
| ---------------- | ------------------------ | --- |
| P3 Prisen        | Mikael Simpson           | The Broken Beats Trentemøller Johnson Veto |
| P3 Kunstneren    | L.O.C.                   | Johnson Nephew Peter Sommer Powersolo |
| P3 Lytterhit     | Nephew - "Igen & Igen &" | The Broken Beats - "Essentials" Infernal - "Ten Miles" Johnson - "Kig Forbi" Jokeren - "Godt Taget" Kenneth Bager - "Fragment Two" L.O.C. - "Du Gør Mig" Marie Key - "Mormor" Nordstrøm - "Berlin" Niarn - "Antihelt" Nik & Jay - "Boing!" Oh No Ono - "Keeping Warm In Cold Country" Outlandish - "I Only Ask Of God" Peter Sommer - "8660" Pluto - "Guldlok" Powersolo - "Knucklehead" Rasmus Nøhr - "Sommer i Europa" Spleen United - "Spleen United" Tina Dickow - "Warm Sand" UFO Yepha - "Op Med Håret" |
| P3 Respekten     | Henrik Hall              | Pharfar Infernal Natasja Kenneth Bager |
| P3 Gennembruddet | Oh No Ono                | Mikael Simpson Rasmus Nøhr Mani Spinx Natasja |
| P3 Talentet      | Thomas Buttenschøn       | Thomas Buttenschøn Wolfkin Dúné Hess Is More Lily Electric |

### P3 Guld 2007
Prisuddelingen foregik 11. januar 2008. For sidste gang blev showet afholdt i Radiohusets Koncertsal. Showets vært var Peter Palshøj. Showet blev sendt live på DR2 og P3. P3 Prisen var på 100.000 kr.
| Kategori         | Prismodtager                  | Nominerede |
| ---------------- | ----------------------------- | --- |
| P3 Prisen        | Dúné                          | Figurines Suspekt Ane Trolle |
| P3 Kunstneren    | Nephew                        | Tina Dickow Magtens Korridorer The Raveonettes Jens Unmack |
| P3 Lytterhit     | Volbeat - "The Garden's Tale" | Alphabeat - "10.000 Nights Of Thunder" Burhan G - "Who Is He?" Dúné - "Bloodlines" Ida Corr - "Let Me Think About It" KNA Connected - "Fibs (Løgn Og Latin)" Magtens Korridorer - "Pandora" Natasja - "Ildebrand I Byen" Nephew feat. Timbaland - "The Way I Are" Private - "My Secret Lover" Tina Dickow - "On The Run" Torrpedorr - "Lommen Fuld Af Guld" Trentemøller - "Moan" Turboweekend - "Into You" |
| P3 Talentet      | Choir of Young Believers      | The Floor Is Made Of Lava JaConfetti Jøden Kissaway Trail Liv Lykke Turboweekend |
| P3 Gennembruddet | Alphabeat                     | BliGlad Trentemøller Volbeat |

### P3 Guld 2008
Prisuddelingen foregår 23. januar 2009 i Koncerthusets Studie 1. Showets vært i år er Huxi Bach, som til dagligt er vært på P3. Showet blev sendt live i radioen på P3 og på DR2.

Billetterne til dette show blev udsolgt på kun 8 minutter kl. 12:30 startede salget og 12:38 var alle billetter udsolgt, der skulle være 1000 billetter til dette show.
| Kategori         | Prismodtager                         | Nominerede |
| ---------------- | ------------------------------------ | --- |
| P3 Prisen        | VETO                                 | Choir Of Young Believers Mike Sheridan Diefenbach |
| P3 Talentet      | When Saints Go Machine               | Oh Land Maria Timm Jooks |
| P3 Gennembruddet | Suspekt                              | The Blue Van Sys Bjerre Trolle Siebenhaar |
| P3 Kunstner      | Peter Sommer                         | Carpark North Spleen United Tim Christensen |
| P3 Eksperimentet | Lucy Love                            | White Pony The Wong Boys Marybell Katastrophy |
| P3 Lytterhittet  | Volbeat - "Maybellene i Hofteholder" | Hej Matematik - "Walkmand" Sys Bjerre - "Malene" White Pony - "Falling" L.O.C. - "XXX Couture" Spleen United - "Suburbia" VETO - "Build To Fail" Camille Jones - "Difficult Guys" Trolle Siebenhaar - "These Streets" Carpark North - "Shall We Be Grateful" Mike Sheridan - "Med Små Skridt" The Blue Van - "Silly Boy" Tim Christensen - "Superior" Lizzie - "Ramt I Natten" Infernal - "Downtown Boys" Szhirley - "Gl. Kongevej" Natasja - "Dig og Mig" The Storm - "Lullaby" |

### P3 Guld 2009
Prisuddelingen foregik fredag den 15. januar 2010 i Koncertsalen i DR Koncerthuset med Huxi Bach som vært. Showet blev sendt live på P3 og DR2. Det var sidste gang,'P3 Live Prisen' blev uddelt.
Følgende artister optrådte: Kashmir, Mew, Rasmus Seebach, Alphabeat, Nephew, Morten Breum feat. Medina, The Rumour Said Fire, I Got You On Tape, Selvmord, Nephew feat. Eivør Pálsdóttir.
| Kategori        | Prismodtager                 | Nominerede |
| --------------- | ---------------------------- | --- |
| P3 Prisen       | I Got You On Tape            | Julie Maria Oh No Ono Turboweekend When Saints Go Machine |
| P3 Talentet     | The Rumour Said Fire         | Annika Aakjær Gianna Factory \| Ginger Ninja Lars & The Hands Of Light Specktors |
| P3 Lytterhittet | Rasmus Seebach - "Engel"     | Alphabeat - "The Spell" Balstyrko - "Intet Stopper Helt" Carpark North - "Save Me From Myself" Dúné - "Victim Of The City" Jooks "Hun Vil Ha En Rapper" Magtens Korridorer - "Milan Allé" Medina - "Kun For Mig" Mew - "Introducing Palace Players" Mikael Simpson - "Inden Du Falder I Søvn" |
| P3 Live Prisen  | Nephew - DanmarkDenmark Tour | Malk De Koijn- Roskilde 2009 Mew - Roskilde 2009 Magtens Korridorer - Milan Allé Tour Trentemøller - Roskilde 2009 |

## 2010'erne

### P3 Guld 2010
Prisuddelingen foregik fredag den 14. januar 2011 i Koncertsalen i DR Koncerthuset med Adam Duvå Hall og Sara Bro som værter. Showet blev sendt live på P3 og DR2.
Følgende artister optrådte: De Eneste To, Fallulah, The Floor Is Made Of Lava, Lucy Love, Oh Land, VETO, Volbeat, Vinnie Who og Søren Huss. Agnes Obel var planlagt til at skulle optræde, men måtte aflyse pga. sygdom.
De nominerede og vinderne var som følge:
| Kategori         | Prismodtager       | Nominerede |
| ---------------- | ------------------ | --- |
| P3 Prisen        | Fallulah           | The Floor Is Made Of Lava Lucy Love Oh Land Vinnie Who |
| P3 Talentet      | Agnes Obel         | Kellermensch Nabiha Our Broken Garden Treefight For Sunlight |
| P3 Lytterhittet  | Volbeat - "Fallen" | Alphabeat - "DJ" Black City - "Summertime" Burhan G og Medina - "Mest Ondt" Clara Sofie og Rune RK - "Når Tiden Går Baglæns" De Eneste To - "Jeg Har Ikke Lyst Til At Dø" Dúné - "Heiress Of Valentina" Fallulah "Bridges" The Floor Is Made Of Lava -"All Outta Love" Hej Matematik - "Party I Provinsen" Kashmir "Still Boy" Lucy Love - "Poison" Medina "Vi To" Nephew - "Police Bells & Church Sirens" The Rumour Said Fire - "Sentimentally Falling" Nabiha - "The Enemy" Selvmord - "OK" Sys Bjerre - "Alle Mine Veninder" Vinnie Who - "Remedy" Vinnie Who - "What You Got Is Mine" |
| P3 Gennembruddet | Turboweekend       | Ginger Ninja The Blue Van The Rumour Said Fire The William Blakes |

### P3 Guld 2012
I 2012 valgte DR at prisuddelingen skulle have navn efter det år, som showet blev holdt i. Så i stedet for at hedde "P3 Guld 2011" hed det "P3 Guld 2012".
Prisuddelingen blev afholdt den 6. april 2012 i DR's Koncertsal. 
| Kategori        | Vindere og nominerede |
| --------------- | --- |
| P3 Prisen       | - When Saints Go Machine - Lukas Graham - Kidd - Marie Key                                                                 |
| P3 Talentet     | - Ulige numre - IGNUG - Niklas - Freja Loeb - Kesi                                                                         |
| P3 Lytterhittet | - "Ordinary Things" af Lukas Graham - "Ik' lavet penge" af Kidd - "Momentet" af L.O.C - "Klap din hoddok" af Malk De Koijn |

### P3 Guld 2013
Prisuddelingen foregik onsdag den 27. marts 2013 i DR's Koncertsal. Showet blev sendt på den nye kanal DR3. Årets værter var Le Gammeltoft og Sara Bro. De optrædende bestod af Raske Penge, Efterklang, Nik & Jay feat. Søren Huss, Quadron, Pharfar, Mø, Nephew feat. Marie Key og Fallulah.
| Kategori        | Vindere og nominerede |
| --------------- | --- |
| P3 Prisen       | - Marie Key - Efterklang - Vinnie Who - Raske Penge                                                                      |
| P3 Talentet     | - Quadron - Panamah - Sebastian Lind                                                                                     |
| P3 Lytterhittet | - "Faxe Kondi" af Klumben og Raske Penge - "DJ Blues" af Panamah - "Kugledans" af Eaggerstunn - "Uopnåelig" af Marie Key |

### P3 Guld 2014
Prisuddelingen blev afholdt 4. april i DR's Koncertsal og Esben Bjerre og Peter Falktoft var værter. Det blev sendt direkte på P3 og DR3.
| Kategori        | Vindere og nominerede |
| --------------- | --- |
| P3 Prisen       | - MØ - Panamah - Hymns From Nineveh |
| P3 Talentet     | - Ukendt Kunstner - The Minds of 99 - Julias Moon - Sivas |
| P3 Lytterhittet | - "Forstadsdrømme" af Nik & Jay - "Din for evigt" af Burhan G - "La' mig rulle dig" af Pharfar - "Neonlys" af Ukendt Kunstner - "Renaissance Girls" af Oh Land - "Dengang du græd" af Shaka Loveless - "A Kid On the Beach" af Hymns From Nineveh - "Bay" af Julias Moon |

### P3 Guld 2015
Anders Stegger, Signe Vadgaard og Sara Bro fra "Go'Morgen P3", var værter for showet.
| Kategori        | Vindere og nominerede                         |
| --------------- | --------------------------------------------- |
| P3 Prisen       | - Ukendt Kunstner - The Minds of 99           |
| P3 Talentet     | - Karl William - Patrick Dorgan - Kwamie Liv  |
| P3 Lytterhittet | - "Søndagsbarn" af Suspekt feat. Lukas Graham |

### P3 Guld 2016
Prisuddelingen blev afholdt den 21. oktober 2016 i DR Koncerthuset med Nicholas Kawamura og Joakim Ingversen som værter. Uddelingen blev sendt live på DR3 kl. 21.
| Kategori        | Vindere og nominerede                                                                                    |
| --------------- | --- |
| P3 Prisen       | - Karl William - Alex Vargas - Liss - Phlake                                                             |
| P3 Talentet     | - Chinah - Anya - Benal - Lord Siva                                                                      |
| P3 Lytterhittet | - "For Evigt" af Volbeat - "Shackled Up" af Alex Vargas - "7 Years" af Lukas Graham - "Final Song" af MØ |

### P3 Guld 2017
Prisuddelingen blev afholdt den 22. september 2017 i DR Koncerthuset med Andrew Moyo og Petra Nagel som værter. Uddelingen blev sendt live på DR3 og P3 klokken 21.00
| Kategori        | Vindere og nominerede                                                                                         |
| --------------- | --- |
| P3 Prisen       | - Benal - Kesi                                                                                                |
| P3 Talentet     | - Soleima - Hugo Helmig - Noah Carter                                                                         |
| P3 Lytterhittet | - "Deja Vu" af Scarlet Pleasure - "Inclosure" af Alex Vargas - "Forstenet" af Karl William - "Ouch" af Phlake |

### P3 Guld 2018
P3 Guld blev ikke afholdt i 2018

### P3 Guld 2019
I forbindelse med den samlede økonomiplan for DR blev det i august 2017 besluttet at sende P3 Guld i udbud. Der blev indgået aftale med selskabet Monday.
Prisuddelingen blev afholdt lørdag den 26. januar 2019 på DOK 5000 i Odense, og blev for første gang udover på DRTV og P3 også transmitteret direkte på DR1. P3 Prisen var på 100.000 kroner.
Signe Molde var vært, og der var optrædener fra The Minds of 99, Kwamie Liv, SAVEUS, FOOL, Jada, Clara, Barselona samt Benal i selskab af Søren Huss og Lis Sørensen.
| Kategori        | Vindere og nominerede                                                                                                 |
| --------------- | --- |
| P3 Prisen       | - The Minds of 99 - SAVEUS                                                                                            |
| P3 Talentet     | - Jada - FOOL - Clara - Barselona                                                                                     |
| P3 Lytterhittet | - "The Rascal" af Phlake - "Nu Her" af Benal - "Samme Vej" af Karl William og Burhan G - "Let Go" af Scarlet Pleasure |

## 2020'erne

### P3 Guld 2020
Prisuddelingen blev afholdt den 17. oktober 2020 i Musikkens Hus i Ålborg med Pelle Peter Jencel som vært. Der var optrædener fra Tessa, Clara, Joyce, Artigeardit, Carmon, Ganger, Suspekt, Anne Linnet, Hans Philip, Kesi og Jada. Showet blev vist på DR1 og DRTV og transmitteret direkte på P3. Jada blev den første kvindelige artist til at vinde 'P3 Lytterhittet' og hun var dermed også den første artist til at havde vundet alle tre P3 Guld-priser.
Optrædner:
- Clara med "Girl Like You" og "Bad For Me"
- Suspekt & Anne Linnet med "Lykken kommer"[26]
- Jada med "On Me"

| Kategori        | Vindere og nominerede                                                      |
| --------------- | -------------------------------------------------------------------------- |
| P3 Prisen       | - Jada - Clara - Artigeardit                                               |
| P3 Talentet     | - Ganger - Tessa - Joyce - Patina                                          |
| P3 Lytterhittet | - "Nudes" af Jada - "Hun kommer tilbage" af Jung - "Solhverv" af Lord Siva |

### P3 Guld 2021
Prisuddelingen blev afholdt den 9. november 2021 i DR Koncerthuset. Uddelingen blev transmitteret direkte på P3 den 9. november og blev sendt på DRTV og DR1 den 13. november. Uddelingens værter var Andrew Moyo og Emil Lange.
De optrædende var
- Lasse Dein med "Brug Din Stemme",
- Selma Judith med "Hollow Grounds",
- Lord Siva med "Stjernerne"
- Coco O. med "Soldier"
- Drew Sycamore med "Take It All Back"
- Statisk med "Tiden går i stå"
- Burhan G/Tobias Rahim/KIDD med "In The Air Tonight/Playground/Burhan G".

| Kategori        | Vindere og nominerede                                                                                    |
| --------------- | --- |
| P3 Prisen       | - Drew Sycamore - Andreas Odbjerg                                                                        |
| P3 Talentet     | - Mekdes - Selma Judith - Statisk                                                                        |
| P3 Lytterhittet | - "STOR MAND" af Tobias Rahim og Andreas Odbjerg - "Er Her" af Artigeardit & KESI - "Buongiorno" af KIDD |

### P3 Guld 2022
Prisuddelingen blev afholdt den 22. september 2022 kl. 20 i DR Koncerthuset. Uddelingens vært var Andrew Moyo. Uddelingen kunne ses på DRTV fra den 23. september kl. 18 og blev sendt på DR1 den 25. september kl. 20.
| Kategori        | Vindere og nominerede |
| --------------- | --- |
| P3 Prisen       | - Tobias Rahim |
| P3 Talentet     | - Lamin - Dopha - Zar Paulo - Eee Gee |
| P3 Lytterhittet | - "Juice" af Blæst - "Drøm mig væk" af D1MA - "Dangerous" af Jada - "Hjem fra fabrikken" af Andreas Odbjerg - "Mucki Bar" af Tobias Rahim |

### P3 Guld 2023
Prisuddelingen blev afholdt den 20. oktober 2023 i DR Koncerthuset. Uddelingens vært var Andrew Moyo.
| Kategori        | Vindere og nominerede |
| --------------- | --- |
| P3 Prisen       | - Artigeardit |
| P3 Talentet     | - Pil - Kind mod Kind - D1MA - Blæst |
| P3 Lytterhittet | - "Det’ kun vigtigt hvad det er" af Guldimund - "Terrier" af Ida Laurberg - "Oh My God" af Saint Clara - "I Know" af D1MA - "Føles Godt" af URO feat. Mekdes |

### P3 Guld 2024
Prisuddelingen blev afholdt den 18. oktober 2024 i DR Koncerthuset. P3-værterne Ena Cosovic og Andrew Moyo var værter. Showet blev sendt direkte på P3, DRTV og DR1 klokken 21.30.
| Kategori        | Vinder og nominerede |
| --------------- | --- |
| P3 Prisen       | - Lamin - Pil - Guldimund |
| P3 Talentet     | - Annika - APHACA - Dos Santos - Kundo - Ella Augusta |
| P3 Lytterhittet | - "Elsker dig så meget" af Blæst - "Godthåbsvej" af URO - "Giv mig alt" af Medina - "Første dag" af Benjamin Hav & Ella Augusta - "Bellevue" af Tobias Rahim & D1MA |